# Arngrim på Bolmsö

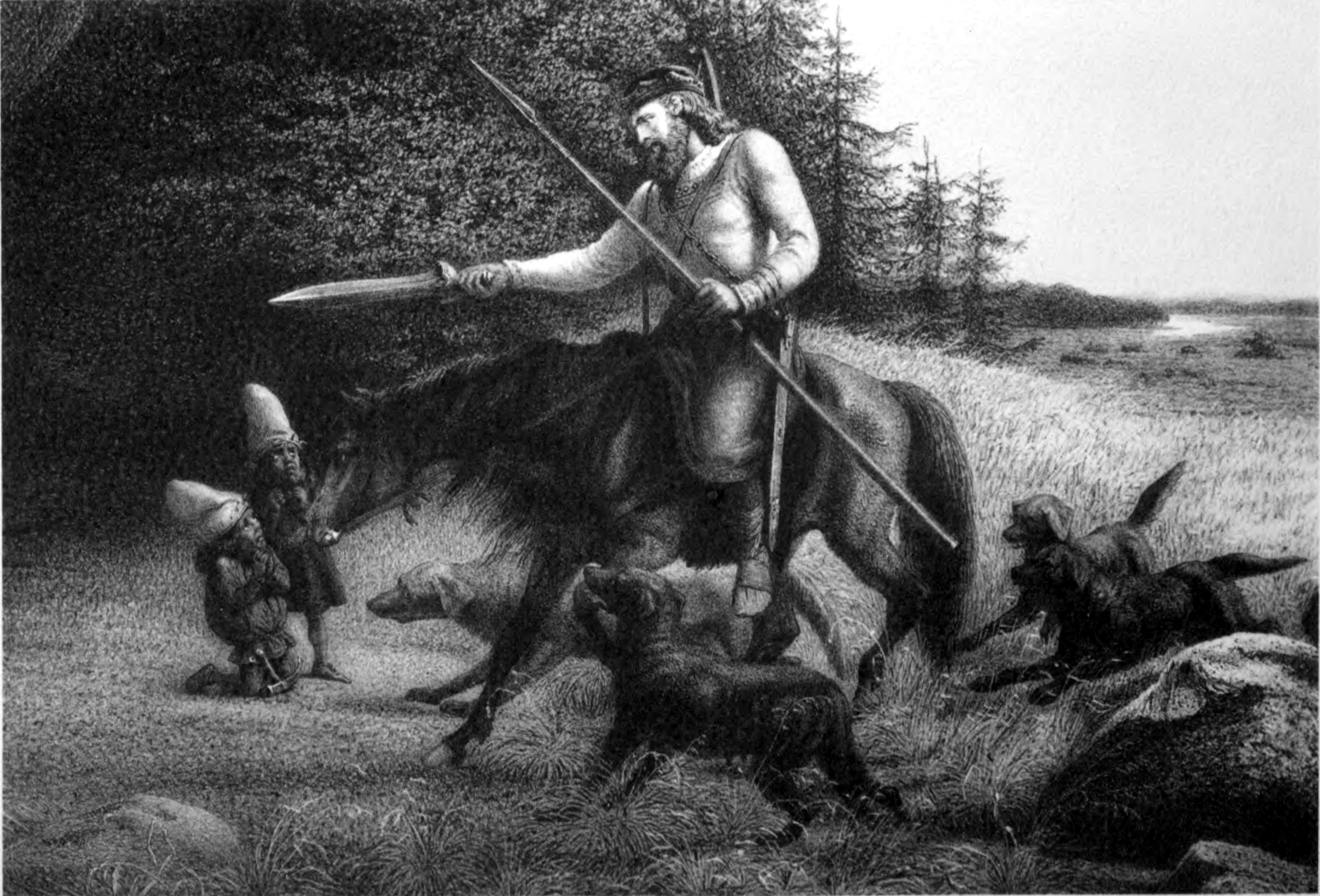
"Svafrlame sikrer seg sverdet Tyrving fra dvergene". Illustration av Lorenz Frølich, 1906.

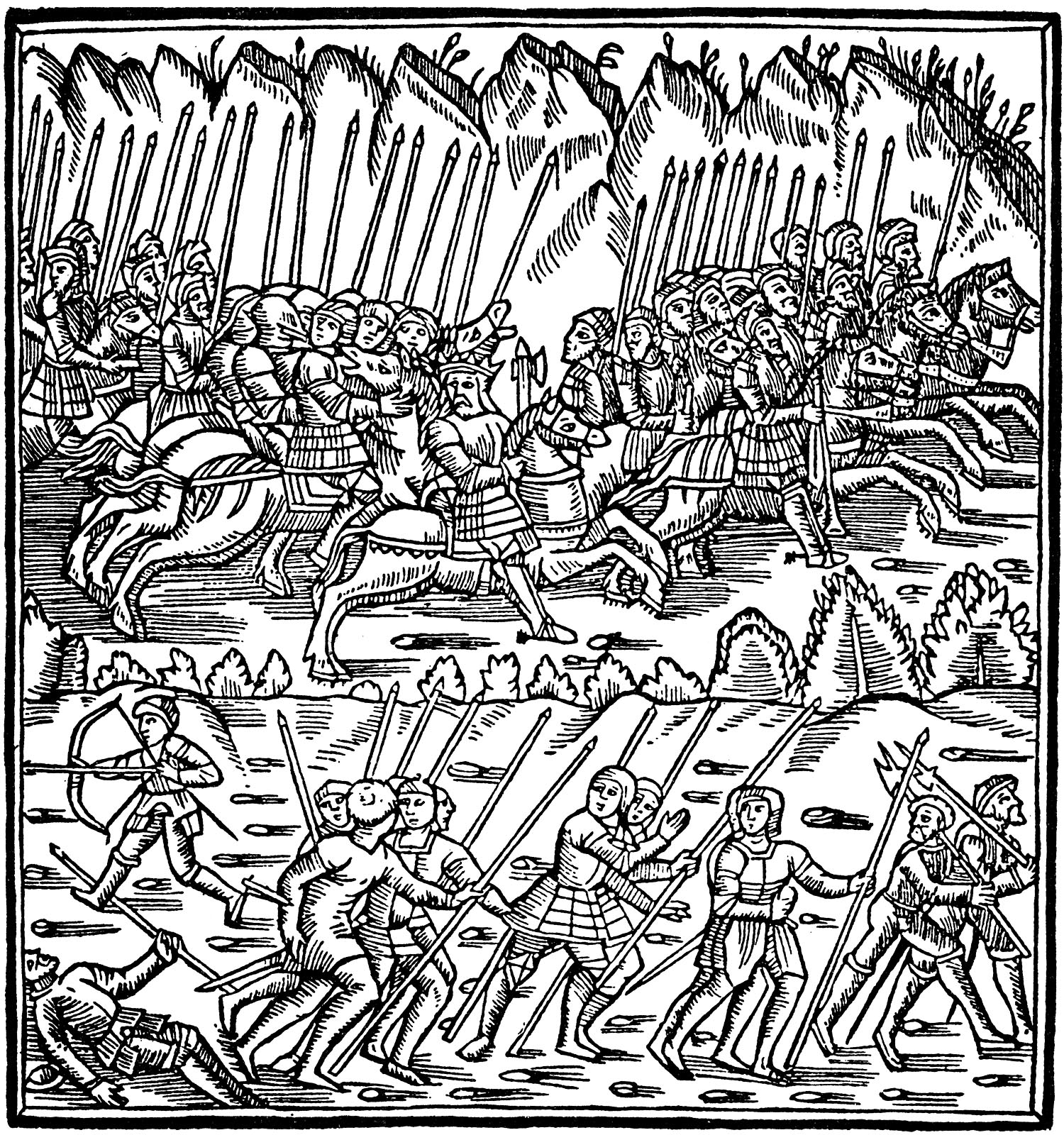
Arngrimm och hans män, 1555

Arngrim på Bolmsö var enligt sägen en nordisk bärsärk, som omtalas bland annat i Hervors saga. Arngrim var far till Angantyr och enligt sägen stamfar till den svenska kungasläkten Munsöätten. 

## Tirfingcykeln
Huvudartikel: Tirfingcykeln
Historien om Arngrim är en del av Tirfingcykeln, historien om det magiska svärdet Tirfing. Svafrlami, kungen av Gårdarike, överraskade en gång de två dvärgarna Dvalin och Dulin, men lät dem behålla livet mot att de smidde ett svärd till honom som skar genom järn lika som genom tyg, som inte rostade och som ledde till segrar i krig och tvekamp till den som svingade det. På avtalad tidpunkt kom Svafrlami tillbaka och hämtade svärdet. Dvärgarna gav honom svärdet, men när de skulle stänga in sig i berget svor de på att svärdet skulle bli en människas bane var gång det drogs ur slidan, att det skulle utföra tre nidingsdåd och att det skulle ända Svafrlamis liv.
Bärsärken Arngrim, som härjade i Österled, kom i kamp med Svafrlami. Arngrim högg armen av Svafrlami och tog svärdet Tirfing från honom och dödade honom med det. Han tog stort byte och bortförde kungens dotter Eyfura och drog hem till sin gård på Bolmsö. Med Eyfora fick Arngrim tolv söner. Den äldste var Angantyr, den näst äldste var Hjorvard, som friade till sveakungen Yngves dotter Ingeborg.. Ingeborg sa nej till honom och föredrog i stället en av kungens hirdmän, Hjalmar den hugstore. 
Hjorvard utmanade Hjalmar på envig på Samsø, där alla medverkande kämpar dödades. Innan han dog, hann Angantyr ge Hjalmar ett dödande sår med Tirfing.

## Munsöätten
Källorna till stamtavlan för Munsöätten är oklara och motstridande. Angantyrs dotter Hervor var gift med Höfund och hade sönerna Heidrek och Angantyr. Heidrek omtalas som kung i Reidgotaland (goternas land) och har - från en etymologisk likhet - uppfattats som östgoternas kung Ermanarik, som dog år 376. Heidrek hade sönerna Angantyr och Hlod. Hlod skall ha blivit dödad i kamp mot sin bror då han ledde en här av hunner mot goterna.
Heidrek skall enligt Hervors saga ha varit farfar till Ivar Vidfamne, kung i Svitjod 655–695..